# Tiempo al tiempo (programa de televisión)
Tiempo al tiempo fue un magacín divulgativo producido por Unicorn Content y presentado por Mario Picazo y Verónica Dulanto. El programa se emitió de lunes a viernes de 19:00 a 20:00 en Cuatro desde el 8 de abril hasta el 6 de septiembre del 2024.

## Formato
Tiempo al tiempo es un programa de divulgación que analiza los efectos del cambio climático, las temperaturas extremas, la sequía, las olas de calor, las inundaciones y el tiempo en general. Junto a los fenómenos meteorológicos, el programa aborda contenidos relacionados con el cuidado del planeta y la ciencia, así como temas de interés en el ámbito del bienestar, como la salud, la alimentación y el deporte.
Asimismo, el magacín cuenta con una sección de actualidad y denuncia, que fue conducida por Verónica Dulanto hasta junio de 2024 y con el periodista Alfonso Egea como colaborador, en la que se dan a conocer situaciones de injusticia, desamparo o abandono mediante reportajes y conexiones en directo con un equipo de reporteros.

## Equipo

### Presentadores
| Presentador/a    | Información                              | Cuatro (canal de televisión) | Cuatro (canal de televisión) |
| Presentador/a    | Información                              | 2024                         |                              |
| ---------------- | ---------------------------------------- | ---------------------------- | ---------------------------- |
| Mario Picazo     | Meteorólogo y presentador de televisión  |                              |                              |
| Verónica Dulanto | Periodista y presentadora de televisión  |                              |                              |
| Rosemery Alker   | Meteoróloga y presentadora de televisión |                              |                              |
| Carmen Corazzini | Meteoróloga y presentadora de televisión |                              |                              |
| Àlex Blanquer    | Periodista y presentadora de televisión  |                              |                              |

     Presentador/a titular
     Presentador/a suplente

### Colaboradores
| Colaborador/a      | Información              | Cuatro (canal de televisión) | Cuatro (canal de televisión) |
| Colaborador/a      | Información              | 2024                         |                              |
| ------------------ | ------------------------ | ---------------------------- | ---------------------------- |
| Alfonso Egea       | Periodista               |                              |                              |
| Alfred López       | Bloguero y escritor      |                              |                              |
| Alfredo Corell     | Inmunólogo y científico  |                              |                              |
| América Valenzuela | Periodista científica    |                              |                              |
| Begoña Rodrigo     | Cocinera de élite        |                              |                              |
| Crys Díaz          | Entrenadora personal     |                              |                              |
| David Callejo      | Médico e influencer      |                              |                              |
| Mar Gómez          | Meteoróloga              |                              |                              |
| Nino Redruello     | Chef y empresario        |                              |                              |
| Olivia Mandle      | Activista medioambiental |                              |                              |
| Ricardo Díaz       | Divulgador científico    |                              |                              |

## Temporadas y audiencias
| Temporada | Temporada | Emisiones | Estreno            | Final                   | Audiencia media | Audiencia media | Audiencia media |
| Temporada | Temporada | Emisiones | Estreno            | Final                   | Espectadores    | Cuota           |                 |
| --------- | --------- | --------- | ------------------ | ----------------------- | --------------- | --------------- | --------------- |
|           | 1         | 108       | 8 de abril de 2024 | 6 de septiembre de 2024 | 211 000         | 3,0%            |                 |

### Temporada 1 (2024)
| N.º total | N.º temp. | Fecha de emisión        | Audiencia    | Audiencia |
| N.º total | N.º temp. | Fecha de emisión        | Espectadores | Cuota     |
| --------- | --------- | ----------------------- | ------------ | --------- |
| 1         | 1         | 8 de abril de 2024      | 336 000      | 4,2%      |
| 2         | 2         | 9 de abril de 2024      | 211 000      | 2,9%      |
| 3         | 3         | 10 de abril de 2024     | 224 000      | 3,2%      |
| 4         | 4         | 11 de abril de 2024     | 259 000      | 3,6%      |
| 5         | 5         | 12 de abril de 2024     | 162 000      | 2,3%      |
| 6         | 6         | 15 de abril de 2024     | 207 000      | 2,8%      |
| 7         | 7         | 16 de abril de 2024     | 227 000      | 3,2%      |
| 8         | 8         | 17 de abril de 2024     | 238 000      | 3,4%      |
| 9         | 9         | 18 de abril de 2024     | 251 000      | 3,5%      |
| 10        | 10        | 19 de abril de 2024     | 288 000      | 4,1%      |
| 11        | 11        | 22 de abril de 2024     | 233 000      | 3,0%      |
| 12        | 12        | 23 de abril de 2024     | 225 000      | 3,1%      |
| 13        | 13        | 24 de abril de 2024     | 261 000      | 3,6%      |
| 14        | 14        | 25 de abril de 2024     | 197 000      | 2,6%      |
| 15        | 15        | 26 de abril de 2024     | 213 000      | 2,8%      |
| 16        | 16        | 29 de abril de 2024     | 271 000      | 3,3%      |
| 17        | 17        | 30 de abril de 2024     | 273 000      | 3,6%      |
| 18        | 18        | 2 de mayo de 2024       | 184 000      | 2,5%      |
| 19        | 19        | 3 de mayo de 2024       | 238 000      | 3,4%      |
| 20        | 20        | 6 de mayo de 2024       | 254 000      | 3,4%      |
| 21        | 21        | 7 de mayo de 2024       | 269 000      | 3,8%      |
| 22        | 22        | 8 de mayo de 2024       | 190 000      | 2,7%      |
| 23        | 23        | 9 de mayo de 2024       | 205 000      | 3,1%      |
| 24        | 24        | 10 de mayo de 2024      | 216 000      | 3,2%      |
| 25        | 25        | 13 de mayo de 2024      | 255 000      | 3,4%      |
| 26        | 26        | 14 de mayo de 2024      | 220 000      | 3,1%      |
| 27        | 27        | 15 de mayo de 2024      | 212 000      | 2,9%      |
| 28        | 28        | 16 de mayo de 2024      | 195 000      | 2,8%      |
| 29        | 29        | 17 de mayo de 2024      | 251 000      | 3,5%      |
| 30        | 30        | 20 de mayo de 2024      | 257 000      | 3,6%      |
| 31        | 31        | 21 de mayo de 2024      | 252 000      | 3,4%      |
| 32        | 32        | 22 de mayo de 2024      | 208 000      | 3,0%      |
| 33        | 33        | 23 de mayo de 2024      | 238 000      | 3,5%      |
| 34        | 34        | 24 de mayo de 2024      | 213 000      | 3,2%      |
| 35        | 35        | 27 de mayo de 2024      | 239 000      | 3,5%      |
| 36        | 36        | 28 de mayo de 2024      | 196 000      | 3,0%      |
| 37        | 37        | 29 de mayo de 2024      | 185 000      | 2,8%      |
| 38        | 38        | 30 de mayo de 2024      | 220 000      | 3,1%      |
| 39        | 39        | 31 de mayo de 2024      | 220 000      | 3,1%      |
| 40        | 40        | 3 de junio de 2024      | 194 000      | 2,8%      |
| 41        | 41        | 4 de junio de 2024      | 212 000      | 3,1%      |
| 42        | 42        | 5 de junio de 2024      | 242 000      | 3,5%      |
| 43        | 43        | 6 de junio de 2024      | 213 000      | 3,2%      |
| 44        | 44        | 7 de junio de 2024      | 229 000      | 3,3%      |
| 45        | 45        | 10 de junio de 2024     | 228 000      | 3,2%      |
| 46        | 46        | 11 de junio de 2024     | 246 000      | 3,4%      |
| 47        | 47        | 12 de junio de 2024     | 214 000      | 3,0%      |
| 48        | 48        | 13 de junio de 2024     | 190 000      | 2,8%      |
| 49        | 49        | 14 de junio de 2024     | 199 000      | 2,8%      |
| 50        | 50        | 17 de junio de 2024     | 228 000      | 3,0%      |
| 51        | 51        | 18 de junio de 2024     | 202 000      | 2,6%      |
| 52        | 52        | 19 de junio de 2024     | 186 000      | 2,3%      |
| 53        | 53        | 20 de junio de 2024     | 203 000      | 2,6%      |
| 54        | 54        | 21 de junio de 2024     | 187 000      | 2,6%      |
| 55        | 55        | 24 de junio de 2024     | 212 000      | 3,0%      |
| 56        | 56        | 25 de junio de 2024     | 172 000      | 2,3%      |
| 57        | 57        | 26 de junio de 2024     | 226 000      | 3,0%      |
| 58        | 58        | 27 de junio de 2024     | 158 000      | 2,4%      |
| 59        | 59        | 28 de junio de 2024     | 197 000      | 2,9%      |
| 60        | 60        | 1 de julio de 2024      | 177 000      | 2,2%      |
| 61        | 61        | 2 de julio de 2024      | 160 000      | 2,2%      |
| 62        | 62        | 3 de julio de 2024      | 196 000      | 2,9%      |
| 63        | 63        | 4 de julio de 2024      | 216 000      | 3,2%      |
| 64        | 64        | 5 de julio de 2024      | 67 000       | 0,5%      |
| 65        | 65        | 8 de julio de 2024      | 172 000      | 2,6%      |
| 66        | 66        | 9 de julio de 2024      | 229 000      | 3,2%      |
| 67        | 67        | 10 de julio de 2024     | 171 000      | 2,6%      |
| 68        | 68        | 11 de julio de 2024     | 227 000      | 3,4%      |
| 69        | 69        | 12 de julio de 2024     | 213 000      | 3,1%      |
| 70        | 70        | 15 de julio de 2024     | 211 000      | 2,9%      |
| 71        | 71        | 16 de julio de 2024     | 183 000      | 2,7%      |
| 72        | 72        | 17 de julio de 2024     | 190 000      | 3,0%      |
| 73        | 73        | 18 de julio de 2024     | 173 000      | 2,7%      |
| 74        | 74        | 19 de julio de 2024     | 170 000      | 2,6%      |
| 75        | 75        | 22 de julio de 2024     | 232 000      | 3,5%      |
| 76        | 76        | 23 de julio de 2024     | 224 000      | 3,5%      |
| 77        | 77        | 24 de julio de 2024     | 235 000      | 3,6%      |
| 78        | 78        | 25 de julio de 2024     | 176 000      | 2,5%      |
| 79        | 79        | 26 de julio de 2024     | 148 000      | 2,0%      |
| 80        | 80        | 29 de julio de 2024     | 178 000      | 2,4%      |
| 81        | 81        | 30 de julio de 2024     | 119 000      | 1,4%      |
| 82        | 82        | 31 de julio de 2024     | 220 000      | 2,7%      |
| 83        | 83        | 1 de agosto de 2024     | 163 000      | 2,2%      |
| 84        | 84        | 2 de agosto de 2024     | 167 000      | 2,2%      |
| 85        | 85        | 5 de agosto de 2024     | 208 000      | 2,6%      |
| 86        | 86        | 6 de agosto de 2024     | 176 000      | 2,4%      |
| 87        | 87        | 7 de agosto de 2024     | 238 000      | 3,3%      |
| 88        | 88        | 8 de agosto de 2024     | 197 000      | 2,8%      |
| 89        | 89        | 9 de agosto de 2024     | 173 000      | 2,2%      |
| 90        | 90        | 12 de agosto de 2024    | 243 000      | 3,6%      |
| 91        | 91        | 13 de agosto de 2024    | 241 000      | 3,8%      |
| 92        | 92        | 14 de agosto de 2024    | 259 000      | 4,0%      |
| 93        | 93        | 16 de agosto de 2024    | 190 000      | 3,0%      |
| 94        | 94        | 19 de agosto de 2024    | 199 000      | 3,2%      |
| 95        | 95        | 20 de agosto de 2024    | 230 000      | 3,6%      |
| 96        | 96        | 21 de agosto de 2024    | 220 000      | 3,5%      |
| 97        | 97        | 22 de agosto de 2024    | 217 000      | 3,5%      |
| 98        | 98        | 23 de agosto de 2024    | 197 000      | 3,1%      |
| 99        | 99        | 26 de agosto de 2024    | 213 000      | 3,4%      |
| 100       | 100       | 27 de agosto de 2024    | 188 000      | 3,0%      |
| 101       | 101       | 28 de agosto de 2024    | 181 000      | 2,8%      |
| 102       | 102       | 29 de agosto de 2024    | 215 000      | 3,2%      |
| 103       | 103       | 30 de agosto de 2024    | 148 000      | 2,3%      |
| 104       | 104       | 2 de septiembre de 2024 | 231 000      | 3,4%      |
| 105       | 105       | 3 de septiembre de 2024 | 216 000      | 3,1%      |
| 106       | 106       | 4 de septiembre de 2024 | 225 000      | 3,3%      |
| 107       | 107       | 5 de septiembre de 2024 | 205 000      | 3,1%      |
| 108       | 108       | 6 de septiembre de 2024 | 185 000      | 2,9%      |